# Hemingwayella
Hemingwayella is een geslacht van kreeftachtigen uit de klasse van de Ostracoda (mosselkreeftjes).

## Soorten
- Hemingwayella (Hemingwayella) ornata Neale, 1975 †
- Hemingwayella (Parahemingwayella) dalzieli Dingle, 1984 †
- Hemingwayella (Parahemingwayella) paleocenica Colin, 1988 †
- Hemingwayella (Parahemingwayella) reticulata Dingle, 1984 †
- Hemingwayella antarctica (Hartmann, 1992)
- Hemingwayella aranea (Valicenti & Stephens, 1984) Whatley & Maybury, 1991 †
- Hemingwayella ornata Neale, 1975 †
- Hemingwayella pumilio (Brady, 1880) Whatley & Maybury, 1991